# Осипенко Степан Петрович
Осипенко Степан Петрович (1889, с. Попівка — не раніше 25 жовтня 1937, ?) — член Української Центральної Ради.

## Життєпис
Мав неповну середню освіту. У 1917 році обраний членом Української Центральної Ради. 
Проживав у м. Кролевець, бухгалтер контори «Укрзаготплодоовоч».
3 вересня 1937 року арештований трійкою при управлінні НКВС по Чернігівській області. 25 жовтня 1937 за ст. 54-10 ч.1 КК УРСР ув’язнений на 10 років у виправно-трудових таборах. Реабілітований 19 червня 1957 року Сумським обласним судом.